# James Wiseman
James Monteinez Wiseman (Nashville, 31 de março de 2001) é um jogador norte-americano de basquete que atualmente joga pelo Indiana Pacers da National Basketball Association (NBA).
Na universidade, Wiseman ingressou na Universidade de Memphis para jogar sob o comando de Penny Hardaway. No início de sua temporada de calouro, ele foi suspenso pela NCAA, que considerou que Hardaway agiu como um incentivador ao facilitar a mudança de Wiseman para a cidade de Memphis em 2017. Ele cumpriu parte da suspensão antes de se retirar da universidade para se preparar para o draft da NBA de 2020, onde foi selecionado como a segunda escolha geral pelo Golden State Warriors. Ele conquistou um título da NBA com o time em 2022, apesar de ter se machucado e não ter participado de nenhum jogo durante a temporada.

## Carreira no ensino médio
Entrando em sua temporada de calouro na The Ensworth School em Nashville, Tennessee, Wiseman tinha 2,06 m e pesava 91 kg. Em junho de 2016, a ESPN classificou Wiseman entre seus 25 melhores jogadores na classe de recrutamento de 2019. Em seu segundo ano, ele guiou a Ensworth às semifinais da Divisão II-AA da Tennessee Secondary School Athletic Association (TSSAA). Ele teve médias de 20 pontos e seis rebotes.
Em maio de 2017, Wiseman se juntou ao Team Penny, fundado pelo ex-jogador da NBA Penny Hardaway, no Nike Elite Youth Basketball League (EYBL). Em agosto, ele anunciou sua transferência para a Memphis East High School em Memphis, Tennessee, onde Hardaway foi promovido a treinador principal. Em 16 de novembro de 2017, a TSSAA considerou Wiseman inelegível para a temporada porque existia um "link de treinamento atlético" entre ele e Hardaway. Em 13 de dezembro, ele foi liberado para jogar sob a justifica que "a regra não era clara em sua aplicação". Durante a temporada, Wiseman se tornou o primeiro recruta geral da ESPN na classe de 2019. Em 17 de março de 2018, ele levou Memphis East a um título da TSSAA Classe AAA. Nessa temporada, ele teve médias de 18,5 pontos, 8,2 rebotes e 2,8 bloqueios.
Entrando em sua última temporada, Wiseman permaneceu em Memphis East citando a tradição da escola e as melhorias que ele teve. Em 1º de março de 2019, ele registrou um triplo-duplo de 27 pontos, 20 rebotes e 10 bloqueios para ajudar seu time a vencer o título da Região 8AAA. Memphis East terminou como vice-campeão da TSSAA Classe embora Wiseman tenha registrado 24 pontos, 11 rebotes e cinco bloqueios em seu último jogo no colégio. Após ter médias de 25,8 pontos, 14,8 rebotes e 5,5 bloqueios, ele foi nomeado Jogador Nacional do Ano.

### Recrutamento
Wiseman foi um recruta consensual de cinco estrelas no ensino médio e foi considerado o melhor recruta da turma de 2019 pela 247Sports e ESPN. 
Em 20 de novembro de 2018, ele se comprometeu com a Universidade de Memphis. Como resultado, ele se reuniu com o ex-técnico do colégio, Penny Hardaway, que havia se tornado o técnico principal do time na temporada anterior.
| Nome | Cidade Natal                                          | Escola            | Altura             | Peso            | Data                   |
| --- | ----------------------------------------------------- | ----------------- | ------------------ | --------------- | ---------------------- |
| James Wiseman C | Nashville, TN                                         | Memphis East (TN) | 7 ft 1 in (2.16 m) | 230 lb (100 kg) | 20 de novembro de 2018 |
| James Wiseman C | Recrutamento: Rivals: 247Sports: ESPN: ESPN grade: 97 |                   |                    |                 |                        |
| Classificação geral: Rivals: 1º \| 247Sports: 2º \| ESPN: 1º |                                                       |                   |                    |                 |                        |
| - Nota: Em muitos casos, Scout, Rivals, 247Sports e ESPN podem entrar em conflito em suas listas de altura e peso, nestes casos, a média foi obtida. A ESPN mede os calouros numa escala de 0 a 100. - Fonte: |                                                       |                   |                    |                 |                        |

## Carreira universitária
Wiseman era o favorito para ser a primeira escolha geral no draft da NBA de 2020. Em agosto de 2019, uma pequena lesão no ombro impediu Wiseman de ingressar no Memphis para uma série de jogos de exibição da pré-temporada em Nassau. Em 5 de novembro, Wiseman fez sua estreia na temporada regular com 28 pontos, 11 rebotes e três bloqueios em uma vitória por 97–64 sobre South Carolina State.
Em 8 de novembro, os advogados de Wiseman anunciaram que a NCAA o considerou inelegível para jogar pela Universidade de Memphis. A universidade afirmou que o técnico Penny Hardaway pagou US$ 11.500 em despesas de mudança para ajudar ele e sua família a se mudarem para a cidade de Memphis em 2017. De acordo com a advogada de Wiseman, Leslie Ballin, a NCAA considerou que Hardaway, um ex-aluno de Memphis, tinha agido como um impulsionador. No mesmo dia, um juiz do Condado de Shelby concedeu a Wiseman uma ordem de restrição temporária contra a decisão da NCAA, permitindo que ele continuasse jogando. Menos de duas horas depois, ele fez 17 pontos e nove rebotes para liderar o Memphis na vitória por 92–46 sobre UIC.
Em 20 de novembro, a NCAA decidiu que Wiseman seria elegível para retornar em 12 de janeiro, após cumprir uma suspensão de 12 jogos, se doasse $ 11.500 para uma instituição de caridade de sua escolha.
Em 19 de dezembro de 2019, após perder sete jogos devido a suspensão, Wiseman anunciou que deixaria a Universidade de Memphis, contrataria um agente e se prepararia para o draft da NBA de 2020, encerrando efetivamente sua carreira universitária.

## Carreira profissional

### Golden State Warriors (2020–2023)
Wiseman foi selecionado pelo Golden State Warriors como a segunda escolha geral no Draft da NBA de 2020.
Em 22 de dezembro de 2020, ele fez sua estreia na NBA e registrou 19 pontos, seis rebotes e dois roubos de bola na derrota por 125-99 para o Brooklyn Nets. Em 27 de janeiro de 2021, Wiseman marcou 25 pontos na vitória por 123–111 sobre o Minnesota Timberwolves. Em 11 de abril, foi revelado que Wiseman sofreu uma ruptura no menisco direito. Em 15 de abril, ele foi submetido a uma cirurgia bem-sucedida para reparar o menisco rompido e, posteriormente, foi descartado até o final da temporada.
Em 9 de março de 2022, Wiseman foi designado para o Santa Cruz Warriors, a equipe afiliada dos Warrios na G-League, para jogar antes de retornar à NBA. Em 25 de março, ele foi descartado até o final da temporada. Apesar de ter se machucado durante a temporada, Wiseman venceu o título da NBA com os Warriors ao derrotar o Boston Celtics em seis jogos.
Em 21 de dezembro de 2022, Wiseman marcou 30 pontos, o recorde de sua carreira, na derrota por 143-113 para o Brooklyn Nets. Em 30 de dezembro de 2022, ele torceu o tornozelo e não jogou nos jogos seguintes pelo Golden State.

### Detroit Pistons (2023–2024)
Em 9 de fevereiro de 2023, Wiseman foi negociado com o Detroit Pistons em uma troca de quatro equipes que também envolveu o Portland Trail Blazers e o Atlanta Hawks. Foi trocado por 4 escolhas de segunda rodada do Draft que vieram de Portland.
Em 15 de fevereiro, ele fez sua estreia nos Pistons e registrou onze pontos e cinco rebotes na derrota por 127-109 para o Boston Celtics.

### Indiana Pacers (2024–Presente)
Em 5 de julho de 2024, Wiseman assinou um contrato de 2 anos e US$4.7 milhões com o Indiana Pacers.
Em 23 de outubro, Wiseman rompeu o tendão de Aquiles esquerdo no jogo de abertura da temporada contra o Detroit Pistons.

## Estatísticas da carreira

### NBA
Temporada Regular
| Ano      | Equipe   | PJ  | PT | MPJ  | AP   | 3P   | LL   | RT  | AS | BR | TO | PPJ  |
| -------- | -------- | --- | -- | ---- | ---- | ---- | ---- | --- | -- | -- | -- | ---- |
| 2020–21  | Warriors | 39  | 27 | 21.4 | .519 | .316 | .628 | 5.8 | .7 | .3 | .9 | 11.5 |
| 2022–23  | Warriors | 21  | 0  | 12.5 | .628 | .500 | .684 | 3.5 | .7 | .1 | .3 | 6.9  |
| 2022–23  | Detroit  | 24  | 22 | 25.2 | .531 | .167 | .712 | 8.1 | .7 | .2 | .8 | 12.7 |
| 2023–24  | Detroit  | 63  | 6  | 17.3 | .613 | .000 | .706 | 5.3 | .9 | .2 | .6 | 7.1  |
| Carreira | Carreira | 147 | 55 | 19.0 | .572 | .245 | .682 | 5.6 | .7 | .2 | .6 | 9.5  |

### Universitário
| Ano     | Equipe  | PJ | PT | MPJ  | AP   | 3P   | LL   | RT   | AS  | BR  | TO  | PPJ  |
| ------- | ------- | -- | -- | ---- | ---- | ---- | ---- | ---- | --- | --- | --- | ---- |
| 2019–20 | Memphis | 3  | 3  | 23.0 | .769 | .000 | .704 | 10.3 | 0.3 | 0.3 | 3.0 | 19.7 |

Fonte: